# Joseph-Charles Lefèbvre
Joseph-Charles Lefèbvre (Tourcoing, 15 aprile 1892 – Bourges, 2 aprile 1973) è stato un cardinale e arcivescovo cattolico francese.

## Biografia
Nacque a Tourcoing il 15 aprile 1892.
Il 27 luglio 1938 fu nominato vescovo di Troyes; il 17 giugno 1943 fu promosso arcivescovo di Bourges.
Papa Giovanni XXIII lo elevò al rango di cardinale nel concistoro del 28 marzo 1960.
Partecipò al conclave del 1963 che elesse papa Paolo VI.
Era cugino di Marcel Lefebvre.
Morì il 2 aprile 1973 all'età di 81 anni.

## Genealogia episcopale e successione apostolica
La genealogia episcopale è:
- Cardinale Scipione Rebiba
- Cardinale Giulio Antonio Santori
- Cardinale Girolamo Bernerio, O.P.
- Arcivescovo Galeazzo Sanvitale
- Cardinale Ludovico Ludovisi
- Cardinale Luigi Caetani
- Cardinale Ulderico Carpegna
- Cardinale Paluzzo Paluzzi Altieri degli Albertoni
- Papa Benedetto XIII
- Papa Benedetto XIV
- Papa Clemente XIII
- Cardinale Marcantonio Colonna
- Cardinale Giacinto Sigismondo Gerdil, B.
- Cardinale Giulio Maria della Somaglia
- Cardinale Carlo Odescalchi, S.I.
- Cardinale Costantino Patrizi Naro
- Cardinale Lucido Maria Parocchi
- Papa Pio X
- Vescovo Alcime-Armand-Pierre-Marie Gouraud
- Vescovo Adolphe-Yves-Marie Duparc
- Vescovo Edouard-Gabriel Mesguen
- Cardinale Joseph-Charles Lefèbvre

La successione apostolica è:
- Vescovo Pierre-Abel-Louis Chappot de la Chanonie (1953)
- Arcivescovo Eugène Klein, M.S.C. (1960)
- Vescovo Jean-Barthélemy-Marie de Cambourg (1962)
- Vescovo Théophile Albert Cadoux, M.S.C. (1965)